# World Games 2025/Inline-Speedskating
Bei den World Games 2025 in Chengdu wurden vom 12. bis 15. August 18 Wettbewerbe im Inline-Speedskating ausgetragen. Austragungsort war das Chengdu Roller Sports Centre.

## Bilanz

### Medaillenspiegel
| Platz  | Land              | Gold | Silber | Bronze | Gesamt |
| ------ | ----------------- | ---- | ------ | ------ | ------ |
| 1      | Kolumbien         | 7    | 5      | 1      | 13     |
| 2      | Spanien           | 6    | –      | –      | 6      |
| 3      | El Salvador       | 2    | –      | –      | 2      |
| 4      | Frankreich        | 1    | 3      | 5      | 9      |
| 5      | Belgien           | 1    | 1      | 2      | 4      |
| 6      | Paraguay          | 1    | 1      | –      | 2      |
| 7      | Ecuador           | –    | 3      | 1      | 4      |
| 8      | Chinesisch Taipeh | –    | 3      | –      | 3      |
| 9      | Schweiz           | –    | 1      | 1      | 2      |
| 10     | Italien           | –    | 1      | –      | 1      |
| 11     | Deutschland       | –    | –      | 3      | 3      |
| 12     | Chile             | –    | –      | 1      | 1      |
| 12     | China             | –    | –      | 1      | 1      |
| 12     | Guatemala         | –    | –      | 1      | 1      |
| 12     | Indien            | –    | –      | 1      | 1      |
| 12     | Mexiko            | –    | –      | 1      | 1      |
| Gesamt | Gesamt            | 18   | 18     | 18     | 54     |

### Medaillengewinner

#### Bahn
Männer
| Disziplin                    | Gold                   | Silber               | Bronze                    |
| ---------------------------- | ---------------------- | -------------------- | ------------------------- |
| 200 m Zeitfahren             | Sebastián Guzmán (ESP) | Kuo Li-yang (TPE)    | Jhon Tascón (COL)         |
| 500 m Sprint                 | Sebastián Guzmán (ESP) | Jhon Tascón (COL)    | Zhang Zhenhai (CHN)       |
| 1000 m Sprint                | Sebastián Guzmán (ESP) | Jhon Tascón (COL)    | Anandkumar Velkumar (IND) |
| 5000 m Punkterennen          | Julio Mirena (PAR)     | Chao Tsu-cheng (TPE) | Livio Wenger (SUI)        |
| 10.000 m Ausscheidungsfahren | Juan Mantilla (COL)    | Livio Wenger (SUI)   | Martin Ferrié (FRA)       |

Frauen
| Disziplin                    | Gold                 | Silber                     | Bronze                |
| ---------------------------- | -------------------- | -------------------------- | --------------------- |
| 200 m Zeitfahren             | Ivonne Nochez (ESA)  | Haila Brunet-Alvarez (FRA) | Fran Vanhoutte (BEL)  |
| 500 m Sprint                 | Fran Vanhoutte (BEL) | Liu Yi-Hsuan (TPE)         | Catalina Lorca (CHI)  |
| 1000 m Sprint                | María Timms (COL)    | Gabriela Rueda (COL)       | Fran Vanhoutte (BEL)  |
| 5000 m Punkterennen          | Gabriela Rueda (COL) | Gabriela Vargas (ECU)      | Larissa Gaiser (GER)  |
| 10.000 m Ausscheidungsfahren | Gabriela Rueda (COL) | Gabriela Vargas (ECU)      | Marine Lefeuvre (FRA) |

#### Straße
Männer
| Disziplin                    | Gold                   | Silber                  | Bronze                |
| ---------------------------- | ---------------------- | ----------------------- | --------------------- |
| 100 m Sprint                 | Sebastián Guzmán (ESP) | Vincenzo Maiorca (ITA)  | Ron Pucklitzsch (GER) |
| 1 Runde                      | Sebastián Guzmán (ESP) | Jhon Edwar Tascón (COL) | Yvan Sivilier (FRA)   |
| 10.000 m Punkterennen        | Francisco Peula (ESP)  | Julio Mirena (PAR)      | Martin Ferrié (FRA)   |
| 15.000 m Ausscheidungsfahren | Juan Mantilla (COL)    | Nicolas García (ECU)    | Martin Ferrié (FRA)   |

Frauen
| Disziplin                    | Gold                  | Silber                     | Bronze                   |
| ---------------------------- | --------------------- | -------------------------- | ------------------------ |
| 100 m Sprint                 | Ivonne Nochez (ESA)   | Haila Brunet-Alvarez (FRA) | Dalia Soberanis (GUA)    |
| 1 Runde                      | María Timms (COL)     | Fran Vanhoutte (BEL)       | Laethisia Schimek (GER)  |
| 10.000 m Punkterennen        | Marine Lefeuvre (FRA) | Gabriela Rueda (COL)       | Gabriela Vargas (ECU)    |
| 15.000 m Ausscheidungsfahren | Gabriela Rueda (COL)  | Marine Lefeuvre (FRA)      | Valentina Letelier (MEX) |